# Їжівська сільська рада
Ї́жівська сільська́ ра́да — адміністративно-територіальна одиниця та орган місцевого самоврядування у Сторожинецькому районі Чернівецької області. Адміністративний центр — село Їжівці.

## Загальні відомості
- Населення ради: 5 368 осіб (станом на 2001 рік)

## Населені пункти
Сільській раді були підпорядковані населені пункти:
- с. Їжівці

## Склад ради
Рада складалася з 30 депутатів та голови.
- Голова ради: Піцул Анатолій Дмитрович
- Секретар ради: Лук'ян Ніна Іллівна

### Керівний склад попередніх скликань
| Прізвище, ім'я, по батькові | Основні відомості                                                 | Дата обрання | Дата звільнення |
| --------------------------- | ----------------------------------------------------------------- | ------------ | --------------- |
| Піцул Анатолій Дмитрович    | Сільський голова, 1973 року народження, освіта вища               | 26.03.2006   | 31.10.2010      |
| Піцул Анатолій Дмитрович    | Сільський голова, 1973 року народження, освіта вища, безпартійний | 31.10.2010   |                 |

Примітка: таблиця складена за даними сайту Верховної Ради України

### Депутати
За результатами місцевих виборів 2010 року депутатами ради стали:

#### За суб'єктами висування
| Суб'єкт висування             | Кількість обраних депутатів | %    |
| ----------------------------- | --------------------------- | ---- |
| Самовисування                 | 29                          | 96,7 |
| Політична партія «Фронт Змін» | 1                           | 3,3  |

#### За округами
| № округу                      | Прізвище, ім'я, по батькові       | Дата визнання обраним | Освіта             | Партійна приналежність | Відомості про обраного депутата                                                 |
| ----------------------------- | --------------------------------- | --------------------- | ------------------ | ---------------------- | ------------------------------------------------------------------------------- |
| Політична партія «Фронт Змін» |                                   |                       |                    |                        |                                                                                 |
| 8                             | Фрунза Релу Георгійович           | 01.11.2010            | середня            | позапартійний          | студент                                                                         |
| Самовисування                 |                                   |                       |                    |                        |                                                                                 |
| 1                             | Влад Валентина Дмитрівна          | 01.11.2010            | середня спеціальна | позапартійна           | Їжівська сільська рада, бухгалтер                                               |
| 2                             | Лук'ян Регіна Дмитрівна           | 01.11.2010            | середня            | позапартійна           | Їжівська сільськаРада, соціальний працівник                                     |
| 3                             | Суховерська Маргарета Дмитрівна   | 01.11.2010            | вища               | позапартійна           | Їжівська загальноосвітня школа І-ІІІ ст., заступник директора з виховної роботи |
| 4                             | Лупашку Віталій Євгенійович       | 01.11.2010            | середня спеціальна | позапартійний          | Їжівська загальноосвітня школа І-ІІІ ст., вчитель                               |
| 5                             | Скрипа Костянтин Миколайович      | 01.11.2010            | середня            | позапартійний          | Сторожинецький район електромереж, контролер                                    |
| 6                             | Марікуца Василь Іванович          | 01.11.2010            | вища               | позапартійний          | пенсіонер                                                                       |
| 7                             | Ігнатеску Валер'ян Георгійович    | 01.11.2010            | середня            | позапартійний          | тимчасово не працює                                                             |
| 9                             | Фрунза Сільвестр Тітусович        | 01.11.2010            | середня спеціальна | позапартійний          | тимчасово не працює                                                             |
| 10                            | Гуцану Лариса Георгіївна          | 01.11.2010            | середня спеціальна | позапартійна           | Їжівська амбулаторія загальної практики — сімейної медицини, фельдшер           |
| 11                            | Бошінда Модеста Георгіївна        | 01.11.2010            | середня            | позапартійна           | тимчасово не працює                                                             |
| 12                            | Фрунза Іван Веніамінович          | 01.11.2010            | середня            | позапартійний          | тимчасово не працює                                                             |
| 13                            | Кашмар Дмитро Пилипович           | 01.11.2010            | середня            | позапартійний          | пенсіонер                                                                       |
| 14                            | Скрипа Валентина Георгіївна       | 01.11.2010            | середня спеціальна | позапартійна           | приватний підприємець                                                           |
| 15                            | Тірон Костянтин Георгійович       | 01.11.2010            | середня            | позапартійний          | по договору сільська рада                                                       |
| 16                            | Лук'ян Раїса Леонівна             | 01.11.2010            | вища               | позапартійна           | Їжівська сільська рада, секретар друкарка                                       |
| 17                            | Лук'ян Олена Георгіївна           | 01.11.2010            | середня            | позапартійна           | Сторожинецький територіальний центр, соціальний працівник                       |
| 18                            | Скіпор Валерія Іллівна            | 01.11.2010            | середня спеціальна | позапартійна           | Їжівська сільська рада, головний бухгалтер                                      |
| 19                            | Мущак Олена Георгіївна            | 01.11.2010            | середня спеціальна | позапартійна           | Аптечний пункт с. Іжівці, фармацевт                                             |
| 20                            | Сфинцицьки Галина Троянівна       | 01.11.2010            | середня спеціальна | позапартійна           | Іжівський дошкільний навчальний заклад, вихователь                              |
| 21                            | Лазар Михайло Аристидович         | 01.11.2010            | середня спеціальна | позапартійний          | приватний підприємець                                                           |
| 22                            | Лупашку Єфрима Аврелівна          | 01.11.2010            | середня спеціальна | позапартійна           | Їжівська амбулаторія загальної практики — сімейної медицини, акушер             |
| 23                            | Іонашку Георгій Дмитрович         | 18.02.2013            | вища               | член Партії регіонів   | Їжівська ЗОШ І-ІІІ ст., вчитель                                                 |
| 24                            | Фрунза Віталій Ілліч              | 18.02.2013            | середня спеціальна | позапартійний          | тимчасово не працює                                                             |
| 25                            | Скрипа Дмитро Леонович            | 01.11.2010            | середня            | позапартійний          | пенсіонер                                                                       |
| 26                            | Ігнатеску Теофіл Миколайович      | 01.11.2010            | середня спеціальна | позапартійний          | Їжівська сільська рада, спеціаліст-землевпорядник                               |
| 27                            | Іонашку Регіна Лівіковна          | 01.11.2010            | середня спеціальна | позапартійна           | приватний підприємець                                                           |
| 28                            | Лук'ян Ніна Іллівна               | 01.11.2010            | незакінчена вища   | позапартійна           | Їжівська сільська рада, секретар                                                |
| 29                            | Фрунза Тетяна Андріївна           | 01.11.2010            | середня спеціальна | позапартійна           | Їжівська загальноосвітня школа І-ІІ ст., завгосп                                |
| 30                            | Суховерський Володимир Васильович | 01.11.2010            | середня            | позапартійний          | тимчасово не працює                                                             |